# Бакова (Тимиш)
Бакова (рум. Bacova) насеље је у Румунији у жупанији Тимиш у граду Бузјаш. Oпштина се налази на надморској висини од 115 m.

## Историја
По "Румунској енциклопедији" место је изнова основано 1783. године колонизовањем Немаца. Римокатолици Немци основали су 1783. године школу а тек 1826. године цркву. Како је та лоше стојала, уместо ње је направљена нова у готском стилу 1867. године.
Месно становништво се традиционално бави виниградарство; производи цењена и тражена вина.

## Становништво
Према подацима из 2002. године у насељу је живело 1544 становника.

### Попис2002.
| Расподела становништва по националности 2002.‍ | Расподела становништва по националности 2002.‍ | Расподела становништва по националности 2002.‍ | Расподела становништва по националности 2002.‍ | Расподела становништва по националности 2002.‍ |
| --------------------------------------------- | --------------------------------------------- | --------------------------------------------- | --------------------------------------------- | --------------------------------------------- |
|                                               |                                               |                                               |                                               |                                               |
| Румуни                                        | Румуни                                        |                                               | 1.312                                         | 85,4%                                         |
| Мађари                                        | Мађари                                        |                                               | 50                                            | 3,3%                                          |
| Роми                                          | Роми                                          |                                               | 36                                            | 2,3%                                          |
| Украјинци                                     | Украјинци                                     |                                               | 13                                            | 0,8%                                          |
| Немци                                         | Немци                                         |                                               | 105                                           | 6,8%                                          |
| Словаци                                       | Словаци                                       |                                               | 21                                            | 1,4%                                          |